# Aristotelia rufinotella
Aristotelia rufinotella is een vlinder uit de familie van de tastermotten (Gelechiidae). De wetenschappelijke naam van de soort is, als Xystophora rufinotella, voor het eerst geldig gepubliceerd in 1922 door Chrétien.